# Moldavica
Moldavica  é um gênero botânico da família Lamiaceae

## Espécies
|  |